# Kevin Willis
Kevin Alvin Willis (* 6. September 1962 in Los Angeles, Kalifornien) ist ein ehemaliger US-amerikanischer Basketballspieler, der seine gesamte Profilaufbahn in der NBA aktiv war. 2007 wurde er der zweitälteste Spieler, der je in einem NBA-Spiel eingesetzt wurde.

## Karriere
Willis spielte vor seiner NBA-Laufbahn für das Jackson Community College in Jackson County, Michigan und an der Michigan State University. Im NBA Draft 1984 wurde er von den Atlanta Hawks an elfter Stelle ausgewählt. Er spielte neun komplette Spielzeiten und zwei zusätzliche Spiele einer weiteren Spielzeit bei den Hawks, mit denen er oftmals in die NBA-Playoffs einzog. Er bildete in dieser Zeit mit Dominique Wilkins eines der besten Forward-Duos der Liga. 1992 wurde er in das NBA All-Star Game berufen. Er erzielte mit 18,3 Punkten und 15,5 Rebounds pro Spiel bis dato Karrierebestwerte. 
1994 wechselte Willis zu den Miami Heat. Später gelangte er über die Golden State Warriors, Houston Rockets, Denver Nuggets und Toronto Raptors zu den San Antonio Spurs, mit denen er 2002/03 die Meisterschaft gewann. 2004 wechselte er zurück zu den Atlanta Hawks, für die er eine Spielzeit aktiv war. 
Nachdem er anschließend zwei Jahre lang bei keinem NBA-Verein gespielt hatte, unterzeichnete Willis am 2. April 2007 einen 10-Tages-Vertrag bei den Dallas Mavericks. Er kam in fünf Spielen für die Mavericks zum Einsatz und ist seither, mit 44 Jahren und 224 Tagen, der zweitälteste Spieler, der je ein NBA-Spiel absolviert hat.
Willis ist einer von 15 Spielern, die in ihrer NBA-Laufbahn über 16.000 Punkte und 11.000 Rebounds ansammeln konnten. Er wurde 1992 für das Eastern Conference All-Star Team nominiert und in der Saison 2002/03 als Spieler der San Antonio Spurs NBA-Champion.

## NBA-Bestleistungen
- 39 Punkte am 11. März 1986 gegen die Denver Nuggets
- 16 verwandelte Würfe aus dem Feld (zweimal)
- 2 verwandelte Dreipunktewürfe (dreimal)
- 12 verwandelte Freiwürfe am 14. Februar 1992 gegen die Orlando Magic
- 16 Offensiv-Rebounds am 19. Februar 1992 gegen die Washington Wizards
- 20 Defensiv-Rebounds am 3. Dezember 1991 gegen die Dallas Mavericks
- 33 Gesamt-Rebounds am 19. Februar 1992 gegen die Washington Wizards
- 8 Assists am 18. Februar 1994 gegen die Los Angeles Clippers
- 6 Blocks am 7. Januar 2001 gegen die Seattle SuperSonics
- 55 gespielte Minuten am 13. April 1993 gegen die Cleveland Cavaliers